# Sympycnus nephophilus
Sympycnus nephophilus är en tvåvingeart som beskrevs av Robinson 1975. Sympycnus nephophilus ingår i släktet Sympycnus och familjen styltflugor.
Artens utbredningsområde är Dominica. Inga underarter finns listade i Catalogue of Life.